# Алёша (песня)
Белеет ли в поле пороша, пороша, пороша,

Белеет ли в поле пороша иль гулкие ливни шумят,

Стоит над горою Алёша, Алёша, Алёша,

Стоит над горою Алёша — в Болгарии русский солдат.

И сердцу по-прежнему горько, по-прежнему горько,

И сердцу по-прежнему горько, что после свинцовой пурги

Из камня его гимнастёрка, его гимнастёрка,

Из камня его гимнастёрка, из камня его сапоги.

Немало под страшною ношей, под страшною ношей,

Немало под страшною ношей, легло безымянных парней.

Но то, что вот этот — Алёша, Алёша, Алёша,

Но то, что вот этот — Алёша, известно Болгарии всей.

К долинам, покоем объятым, покоем объятым,

К долинам покоем объятым ему не сойти с высоты.

Цветов он не дарит девчатам, девчатам, девчатам,

Цветов он не дарит девчатам — они ему дарят цветы.

Привычный, как солнце и ветер, как солнце и ветер,

Привычный, как солнце и ветер, как в небе вечернем звезда,

Стоит он над городом этим, над городом этим,

Как будто над городом этим — вот так и стоял он всегда.

Белеет ли в поле пороша, пороша, пороша,

Белеет ли в поле пороша иль гулкие ливни шумят,

Стоит над горою Алёша, Алёша, Алёша,

Стоит над горою Алёша — в Болгарии русский солдат.
«Алёша» — советская песня Эдуарда Колмановского на стихи Константина Ваншенкина, посвящённая памятнику советскому солдату «Алёша» в болгарском городе Пловдиве как символу памяти всем советским солдатам, освобождавшим Болгарию от фашизма во Второй мировой войне.

## История создания
В 1962 году композитор Эдуард Колмановский побывал в Болгарии, в том числе и в городе Пловдив у памятника «Алёша». Там ему рассказали историю его возникновения. Вернувшись домой, Колмановский поделился тем, что увидел и услышал в Пловдиве, с поэтом Константином Ваншенкиным, который был захвачен этой темой и вскоре написал стихи. Позже Колмановский переложил их на музыку, при написании которой он использовал мотив болгарской партизанской песни «Хей, поле широко».
Вслед за стихами появилась песня. Её опубликовали в 1966 году в армейском журнале «Старшина-сержант», в номере, посвящённом болгаро-советской дружбе. В 1967 году Краснознамённый имени А. В. Александрова ансамбль Советской Армии впервые исполнил эту песню. Она прозвучала у подножья пловдивского памятника советскому воину-освободителю. А в 1968 году «Алёшу» с большим успехом исполнил Московский хор молодёжи и студентов на IX Всемирном фестивале молодёжи и студентов в Софии. Песня сразу стала очень популярна в Болгарии.
Для советских слушателей эту песню по-настоящему «открыли» в 1971 году болгарские певцы, замечательный дуэт — Маргрет Николова и Георгий Кордов. В 1977 году песня прозвучала в исполнении Аллы Иошпе и Стахана Рахимова. В 1985 году её исполнили Филипп и Бедрос Киркоровы. Также среди известных исполнителей — Бисер Киров.
Отрывок из песни звучит в фильме «Без сына не приходи» (1986). 
По решению Пловдивского городского Совета песня «Алёша» вплоть до 1989 года была официальным гимном города. Каждое утро радиостанция Пловдива начинала свои передачи с этой песни. Она часто звучала во время культмассовых мероприятий, проводимых Болгарской Коммунистической партией. Все ученики болгарских начальных школ должны были её знать.
Популярность песни определила народное название многих монументов в Советском Союзе, некоторые из которых стали полуофициальными. Например, так называют мемориал «Защитникам Советского Заполярья в годы Великой Отечественной войны» в Мурманске.